# All I Ever Wanted (Basshunter)
All I Ever Wanted è un singolo del DJ e cantante svedese Basshunter, pubblicato nel 2008 ed estratto dall'album Now You're Gone - The Album.

## Descrizione
La canzone utilizza la stessa musica di un altro brano di Basshunter, ovvero Vi sitter i Ventrilo och spelar DotA, datato 2006. Il testo in lingua inglese è differente.

## Video musicale
Il video musicale vede la partecipazione della modella iraniana Aylar Lie ed è stato girato a Malaga (Spagna).

## Tracce
1. All I Ever Wanted (Radio Edit) - 2:59
2. All I Ever Wanted (Extended Mix) - 5:25
3. All I Ever Wanted (Fonzerelli Remix) - 6:39
4. Now You're Gone (Voodoo & Serano Remix) (featuring DJ Mental Theo's Bazzheadz) - 5:39